# Pave Stefan 4.
Stefan 4. (ca. 770 - 24. januar 817) var pave fra juni 816 til sin død i 817.
Han var søn af en romersk adelig ved navn Marinus, og var medlem af samme familie som hvorfra de senere paver Sergius 2. og Hadrian 2. også kom. I en ung alder opvoksede han i Lateranpaladset, mens Adrian 1. var pave, og under Stefans efterfølger Leo 3. blev han ordineret subdiakon, før han blev gjort til diakon. Han var populær blandt det romerske folk, og blev eskorteret til Peterskirken og gjort til biskop af Rom d. 22. juni 816, inden for ti dage efter Leo 3.'s død. Det er blevet foreslået, at hans hurtige valg var et forsøg fra de gejstlige i Rom på at forhindre den tysk-romerske kejser i at blande sig i valget.